# 乔·韦伯
乔·韦伯（英語：Joe Webber，1993年8月27日—），新西兰男子橄榄球运动员。他曾代表新西兰七人制国家队参加2016年和2020年夏季奥林匹克运动会七人制橄榄球比赛，其中2020年夏季奥运会获得一枚银牌。